# Aballay
Aballay, també coneguda com Aballay, el hombre sin miedo, és una pel·lícula argentina del gènere western-gautxo de 2010 coescrita i dirigida per Fernando Spiner. Està basada en el conte Aballay, d'Antonio Di Benedetto. El 3 d'octubre de 2011, l'Academia de las Artes y Ciencias Cinematográficas de la Argentina la va seleccionar per a participar com a "Millor pel·lícula estrangera" als premis Oscar. El 12 de desembre de 2011, va ser la màxima guanyadora dels Premis Sur amb vuit guardons.

## Repartiment
- Pablo Cedrón - Aballay
- Nazareno Casero - Julián
- Moro Anghileri - Juana
- Claudio Rissi - El Muerto
- Luis Ziembrowski - Torres
- Horacio Fontova - Cordobés
- Gabriel Goity - Cura

## Diferències amb el conte
Com explica el professor Martín Pérez Calarco en el número 19 de la Revista Letraceluloide, Antonio Di Benedetto va escriure el conte Aballay en algun moment de la seva captivitat entre març de 1976 i setembre de 1977; Absurdos, el llibre que el conté, es va editar en 1978, a Espanya, amb l'autor ja exiliat. La història que compte Di Benedetto és la del propi Aballay, un gautxo que després del sermó d'un capellà sobre els estilites decideix imposar-se una penitència per a expiar la culpa per una mort que devia. Els estilites -escolta dir al capellà- s'instal·laven indefinidament a l'extrem d'una columna; ell, que no en sap de columnes a la meitat de la planura, decideix que el seu pedestal seran els seus cavalls. Passen els anys i es forja el mite d'un gautxo que no desmunta mai, així adquireix estatut popular de sant sota el malnom d'“el pobre”. El mòbil del seu penediment és l'haver vist, en els ulls del fill de l'home que havia assassinat, l'atroç del seu crim. Per darrere, invisible i tàcit, es va teixint el motiu de la venjança.
Fernando Spiner transposa fidelment el conte de Di Benedetto, però no es queda aquí. Posa en peus d'igualtat la jerarquia narrativa de les dues històries, la conversió de Aballay en “el pobre” i la cerca de l'assassí del seu pare que aquell nen emprèn, “fet home”, deu anys després. Aquest encert és el que li permet a Spiner filmar el “western gautxo” a l'una del drama introspectiu. Aquest plec de la trama li imprimeix al film un contrapunt entre dues estètiques; pels intersticis del tall naturalista que signa la història de la “cerca” irromp l'aura mítica que envolta Aballay, l'acostament de les dues històries fins a la seva convergència es tradueix com el pas d'Aballay d'una estètica a l'altra.

Spiner torna, en part, al motor narratiu d'una certa literatura llatinoamericana de principis del segle xx, en la qual un home de la ciutat arriba a un inculte univers de barbàrie amb una missió civiltzadora; aquesta és una meitat de la pel·lícula. L'altra és la que aparella al “porteñito” amb el gautxo en el seu deute de mort i en el seu mandat de venjança.
La construcció narrativa d'allò que Di Benedetto deixa fora del conte dona lloc, en la pel·lícula de Spiner, a la creació d'una sèrie de personatges fonamentals (les singularitats verbals dels quals evoquen la voluntat poètica de Di Benedetto de crear una llengua escrita capaç d'un efecte contundent d'oralitat). “El mort”, encarnat per Claudio Rissi, ens planteja una crisi en els plans narratius, com si ell fos el protagonista de la pel·lícula mentre que Julián (Nazareno Casero) i Aballay (Pablo Cedrón) són els protagonistes de la història. Un altre cas és el de Juana/el Negro (Moro Anghileri) el rol del qual, a més de possibilitar una dosi d'història d'amor enmig dels trets i punyalades, reprèn una (in)versió del vell motiu literari de “la captiva” que Jorge Luis Borges inaugurés amb el conte La intrusa; ja no són indis sinó gautxos els captors.
Sobre la història silenciada per Di Benedetto la pel·lícula propícia una altra troballa, el funcionament de la banda de gautxos saltejadors de camins que lidera Aballay. Quan, per fi, un dels bandits al seu comandament, “el mort”, li fa front davant la vista de tots, cap surt a defensar al cap. No els uneix la lleialtat sinó l'opressió. Amb el temps, “el mort” arriba a jutge de pau, és el gautxo més poderós de la regió; aconsegueix amb assistir a l'escena en què Julián decideix enfrontar-lo per justificar la pel·lícula.

## Temes
En el territorial, Aballay es defineix per filiació de gènere. Abans que el “vertigen horitzontal” de la pampa bàrbara de la tradició gautxesca, el que domina és un paisatge muntanyenc filmat gairebé com els cingles propis dels westerns. Malgrat l'atmosfera vuitcentista, la història se suposa posterior a la conquesta del desert, l'indi ja ha estat abolit. De les peripècies d'Aballay que Di Benedetto ens oferia, hi ha una que en el film s'estranya per còmica, simbòlica i substancial, el passatge en què un grup d'indis li ofereix peix i l'incita a baixar: “Hom ho observa de reüll, prolixament en tots els instants. Dedueix que no és que el blanc no vulgui, sinó que no pot enlairar-se dels lloms de l'animal, i trasllada al seu clan aquesta preocupada conclusió: "home - cavall"”. Com a contraproposta, el rodatge a Amaicha del Valle va propiciar no sols la incorporació de membres de la comunitat aborigen local per personatges menors sinó la convivència i l'intercanvi necessari que aquesta implica. Una mica més enllà de la bellesa i el desplegament de colors, aquest detall cobra un altre fulgor com a actualització d'un conflicte fundacional, la propietat de la terra (fora de la ficció i amb la força d'una paradoxa, la comunitat Amaicha apel·la, com a títol de propietat, a una “Cèdula Reial” de 1716 que els adjudica la terra en què viuen).
Amb Aballay, Spiner s'inscriu (al costat de Lucas Demare, Hugo Fregonese, Torre Nilsson, Favio, Solanes, entre altres) en l'extensa tradició cinematogràfica gauchesca. Contra direcció del neo-revisionisme incipient d'aquests dies, el director d' Adiós querida Luna assumeix un ímpetu narratiu de doble llinatge en el qual alhora que revisita elements populars pròxims als que desenvolupés Favio (el mític-religiós) planteja com a heroi un gautxo excepcional l'ètica secreta del qual l'encamina a la mort; hi ha fins i tot un instant en el qual Aballay i Julián semblen Fierro i Cruz (dos personatges del llibre Martín Fierro), i un més, poc després, en el qual un es converteix en l'altre.

## Premis
El 3 d'octubre de 2011 va ser anunciada la guanyadora per a competir per una nominació en la categoria "Millor pel·lícula estrangera", als premis Oscar. Va guanyar amb 22 vots, contra 16 d' El estudiante i 12 d' Un cuento chino. Aquesta decisió fou presa per l'Academia de las Artes y Ciencias Cinematográficas de la Argentina, conformat per actors, directors i personatges de l'activitat cinematogràfica.
El 12 de desembre de 2011, va ser la màxima guanyadora de la VI cerimònia dels Premis Sud en rebre vuit guardons. No obstant això, va perdre en la categoria més important, "Millor pel·lícula", contra Un cuento chino.
Festival Internacional de Cinema de Mar del Plata
- Premi del públic
- Premi Movie City
- Menció especial del públic.

XVII Mostra de Cinema Llatinoamericà de Catalunya
- Millor actriu (Moro Anghileri)

Premis Cóndor de Plata 2012
- Millor actor de repartiment (Claudio Rissi)
- Millor guió adaptat (Fernando Spiner, Javier Diment, Santiago Hadida)
- Millor fotografia (Claudio Beiza)

Premis Sur
- Millor director (Fernando Spiner)
- Millor actriu (Moro Anghileri)
- Millor actor de repartiment (Claudio Rissi)
- Millor guió adaptat (Fernando Spiner, Javier Diment, Santiago Hadida)
- Millor fotografia (Claudio Beiza)
- Millor muntatge (Alejandro Parysow)
- Millor direcció d'art (Sandra Iurcovich)
- Millor música original (Gustavo Pomerac)